# Réserve naturelle régionale des Seiglats
La réserve naturelle régionale des Seiglats (RNR205) est une réserve naturelle régionale située en Île-de-France. Classée en 2009, elle occupe une surface de 62,47 hectares et protège une ancienne carrière alluvionnaire.

## Localisation

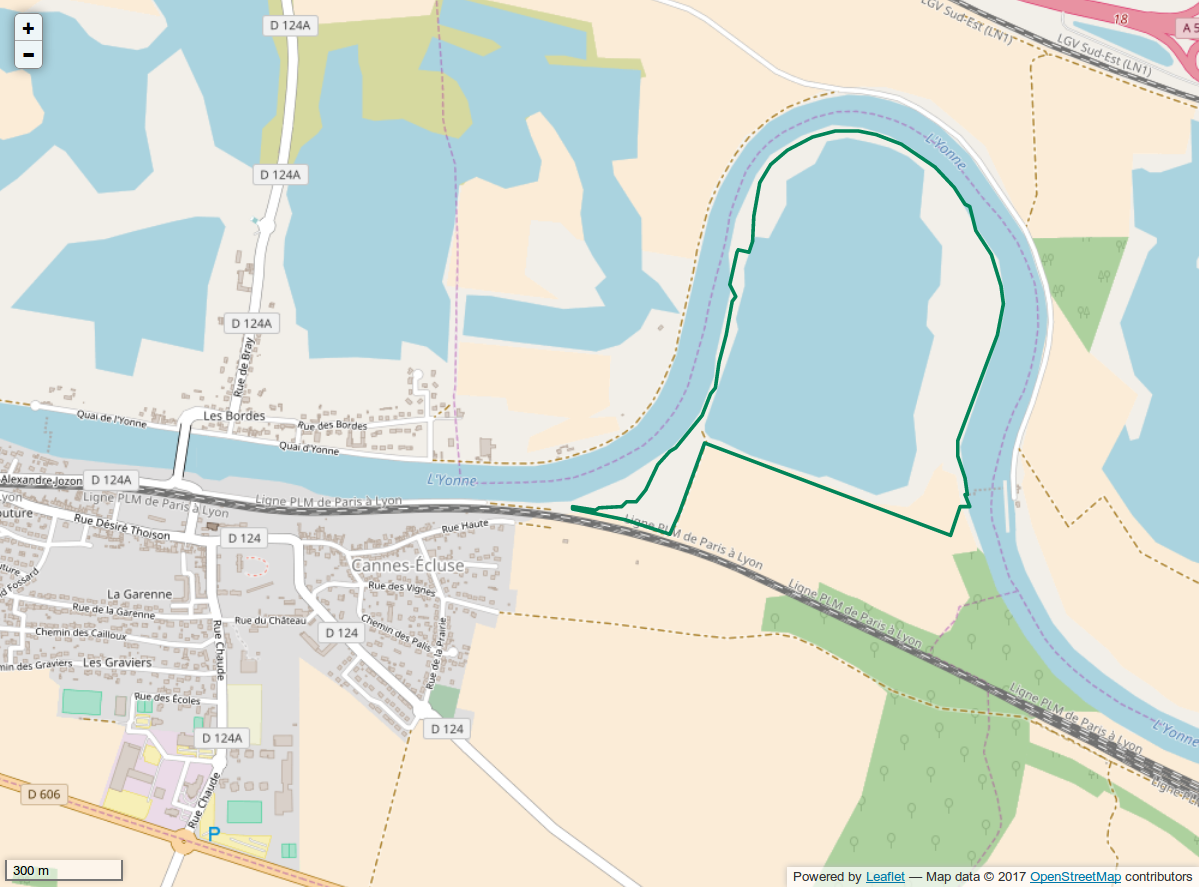
Périmètre de la réserve naturelle.

Le territoire de la réserve naturelle est dans le département de Seine-et-Marne, sur la commune de Cannes-Écluse et en bordure de l'Yonne.

## Histoire du site et de la réserve
Dans les années 1960, les terres agricoles de la boucle de l'Yonne sont exploitées en sablières. Une communication est ouverte entre le plan d’eau ainsi créé et l’Yonne pour permettre l’évacuation des granulats extraits.
A la fin de l’exploitation, la communication avec l’Yonne est colmatée, laissant le plan d’eau isolé.

## Administration, plan de gestion, règlement
La réserve naturelle est gérée par l'Agence des espaces verts de la région d'Île-de-France.

### Outils et statut juridique
La réserve naturelle a été créée par une délibération du 9 juillet 2009. Une délibération du 21 novembre 2012 est venue préciser la liste des parcelles concernées.